# Glória (Vila Velha)
Glória é um bairro do município de Vila Velha, no Espírito Santo. Inicialmente era uma fazenda pertencente a Maria da Glória Cardim de Barros, por herança de sua mãe. Após o falecimento dela, foram chamados por edital todos os herdeiros, no caso netos. No entanto não tiveram dinheiro suficiente para arcar com as dívidas deixadas ali. Dessa forma, o estado tomou. Porém o nome do bairro foi dado em homenagem à dona da antiga fazenda.  
É também conhecido por ser o bairro onde se localizam a fábrica da Chocolates Garoto, a escola de samba Mocidade Unida da Glória e o Polo de Moda da Glória, com cerca de 800 lojas, que atrai consumidores de toda a Região Metropolitana da Grande Vitória.
A região da Glória começou a ser vista como um enorme potencial industrial, quando em 1929, quando o imigrante alemão Henrique Meyerfreund resolveu instalar a Fábrica de Chocolates Garoto no bairro.  
Quando a antiga H. Meyerfreund & Cia, fábrica de balas que originou a Chocolates Garoto S/A, foi transferida da Prainha para a Glória, teve um impacto  enorme na urbanização e ocupação do bairro, já que, além da circulação maior de pessoas na região, os próprios funcionários compravam lotes nas imediações e erguiam suas casas, o que atraiu vários estabelecimentos comerciais para o local, inclusive empresas ligadas ao setor vestuário, dando o início ao Polo.
No início da década de 1950, se inaugura a Rodovia Carlos Lindenberg, que junto com a Estrada Jerônimo Monteiro, eram eixos que percorriam o bairro Glória, fazendo ligação de diversos bairros do município com o centro de Vila Velha e Vitória, tendo em vista que a rodovia era o principal meio de ligação entre a cidade canela verde e a capital do estado até 1989, quando foi inaugurada a Terceira Ponte.
Até então, já tinha sido inaugurada na região a Escolas Reunidas da Glória (atual UMEF Naydes Brandão), uma penitenciária. um centro de saúde, outra escola de ensino básico, um Mercado Municipal da Glória e três fábricas – Dumilho, Sabão Fortly e Refrigerantes Guará, respectivamente localizadas na Avenida Jerônimo Monteiro, Rua Dom Pedro II e na rua Santa Rosa -. Pouco tempo antes do surgimento da primeira empresa de confecções, duas dessas fábricas paralisaram suas atividades e outra pouco tempo depois.  
A história do Polo Moda Glória começou em 1975, quando um imigrante, vindo Minas Gerais,  juntamente com alguns familiares deram início à implantação das pioneiras empresas de Confecção na Glória. O sucesso desse tipo de empreendimento chamou atenção de outras pessoas para seguirem caminhos semelhantes daqueles que já tinham suas empresas de fabricação  e comercialização de artigos de vestuário. Na época, com aproximadamente 80 lojas, eram os revendedores o principal canal de distribuição do que era produzido no bairro, abastecendo diversas regiões do Brasil.
Na década de 80, as intensas medidas econômicas que o Brasil vivia durante o plano cruzado, o Polo foi fortemente impactado e passou de 80 para 350 lojas. Esse crescimento acabou aumentando o número de consumidores, o que chamou atenção de empresas de outros segmentos, como restaurantes, bancos, supermercados, entre outras. Essa nova realidade transformou uma parte do bairro, que até então era em grande parte residencial, em uma das áreas comerciais mais valorizadas da cidade de Vila Velha.
Foi nessa mesma época que os primeiros empresários do polo viram a necessidade de criar entidades com caráter de representar os interesses comuns deles, para promover o desenvolvimento de atividades econômicas da área. Assim, em 1983, foi criada a Associação Comercial e Industrial de Vila Velha (Acivive), que foi substituída em 1991 pela Associação Comercial, Industrial e Agropastorial de Vila Velha (Aciagro), que por sua vez, em 1999, foi sucedida pela Associação dos Comerciantes da Glória (Uniglória), a qual administra as questões do Polo até hoje.
Com a economia do país estava consolidada, o mercado capixaba teve um forte crescimento industrial e comercial, sendo que o polo acompanhou este desenvolvimento, já que grande característica era a estrutura familiar das empresas, que com o amadurecimento do negócio viram a necessidade de formalização,  até se transformar no que é hoje, reconhecidamente, o Maior Complexo Comercial e de Confecções da Grande Vitória.
Diante desse novo contexto, o bairro Glória também foi transformado, tipicamente residencial até a consolidação da área comercial, com exceção de uma ou outra indústria, ele se viu totalmente reconfigurado com a evolução das atividades do setor do vestuário. A casas se remodelaram para atender aos novos usos/funções, ou seja, quartos e salas viraram lojas, os edifícios mudaram sua aparência, até mesmo a criação de novas construções foram erguidas, projetadas para as finalidades comerciais ou industriais.
De acordo com último levantamento realizado em 2012, o Polo Modas Glória abriga mais de 1200 Empresas, sendo que deste total aproximadamente 800 lojas são do segmento de confecção, principalmente para a produção de malhas, que comercializam mais de 1 milhão de peças mês. Gerando emprego e renda diretos para 5.000 pessoas e indiretamente para 12.000 pessoas em todo o estado.
Outros dados fornecidos pelo levantamento realizado na região:
08 bancos, Banestes, Caixa Econômica, Mercantil, Bradesco, Real, HSBC, Santander, Banco do Brasil, Itaú e nossa cooperativa Bancoob;
X Grandes lojas de Eletrodomésticos;
X Grandes lojas de Moveis;
Clínicas Médicas e Odontológicas na escola de odontologia,
1 Hipermercado e 4 Supermercados;
1 Pronto Atendimento;
Igrejas Evangélicas e Católicas;
Centro Comunitário;
800 lojas do segmento de vestuário. 450 delas são fábricas;
Está previsto no bairro a construção de um túnel, que será a quarta ligação entre Vitória e Vila Velha, melhorando a mobilidade urbana entre os municípios.